# Jamaat-e-Islami

Parteiflagge der Jamaat-e-Islami

Die Jamaat-e-Islami bzw. Dschama'at-e Islami (Urdu جماعتِ اسلامی ǧamāʿat-e islāmī, deutsch ‚Islamische Gemeinschaft‘, britisch abgekürzt JI) ist eine islamistische Organisation, die 1941 von Sayyid Abul Ala Maududi in Britisch-Indien gegründet wurde und heute mit Zweigen in Pakistan, Indien und Bangladesch politisch aktiv ist, daneben aber dort und in anderen Ländern auch Missionierung (Daʿwa) und islamische Erziehungsarbeit betreibt.

## Organisation

### In Pakistan
Die pakistanische islamische Gemeinschaft JI wird von einem Ameer geleitet. Seit dem 30. März 2014 wird dieses Amt von Siraj ul Haq bekleidet. Die Organisation hat eine starke Basis in jeder Provinz und ist weiter strukturiert in Distrikt, Städte, Dörfer und Stadtteile. Sie hat spezielle Vereinigungen für Ärzte, Lehrer und Arbeiter und im weiblichen Flügel die Halqa Khawateen (Frauenkreis). Die Studentenorganisation der JI (Anjuman-i Talaba-i Islam) liefert sich oft handgreifliche Auseinandersetzungen mit den entsprechenden Organisationen anderer Parteien. Das Institute for Policy Studies gilt als Denkfabrik der JI.
In Pakistan bildet die JI heute eine der größeren Bestandteile einer Koalition religiöser Parteien, der Muttahida Majlis-e-Amal. Ihre Mitglieder werden oft, gewöhnlich von anderen, als „Jamaatis“ bezeichnet. Neuerdings wird der Begriff auch als Adjektiv zur Bezeichnung einer gewissen politischen Sichtweise oder Haltung verwendet. Als wohl die einflussreichste religiöse Partei Pakistans, ist die JI eine lautstarke Opposition gegen den säkularen Staat. Sie ist eine elitäre Partei der Mittel- und Oberschicht Pakistans und hat zahlreiche Anhänger in Armee, Polizei und Geheimdienst.
Die Partei vertritt ein die islamische Frühzeit glorifizierendes, auf staatlich-autoritäre Durchsetzung fixiertes Bild eines alle Lebensbereiche umfassenden, von Elementen der südasiatischen Alltagskultur gereinigten, Islam. Obwohl ihr parlamentarischer Einfluss immer begrenzt blieb, setzte die Kaderpartei durch ihre Massenkampagnen viele der „islamischen“ Verfassungszusätze durch. Ebenso machte sie sich für die Verfolgung der Ahmadiyya als „unislamisch“ stark.

### In Bangladesch
Während der Zeit Ostpakistans (1947 bis 1971) beteiligte sich Jamaat-e-Islami zeitweilig an der Demokratiebewegung in Ostpakistan und ging in diesem Zusammenhang auch vorübergehende Allianzen mit nicht-islamistischen Parteien ein. Letztlich war die Partei aber an den zentralen Themen der ostpakistanischen Autonomiebewegung, die vor allem von der Awami-Liga vertreten wurden, nämlich die weitestgehende Autonomie oder sogar Unabhängigkeit, sowie die vollständige Gleichberechtigung der bengalischen Sprache, nicht interessiert bzw. bekämpfte diese, da sie eine pan-islamische Solidarität und Einheit als ihr Ideal sah. Während des bangladeschischen Unabhängigkeitskrieges von 1971 unterstützte Jamaat-e-Islami die Seite Pakistans und kämpfte zusammen mit der pakistanischen Armee gegen die Unabhängigkeit Bangladeschs. Milizen der Partei waren unmittelbar am Genozid in Bangladesch, dem Massenmord an 3 Millionen politischen Gegnern, religiösen Minderheiten und bengalischen Intellektuellen, der Vergewaltigung von 250.000 Frauen und der Vertreibung von 10 Millionen Menschen involviert.
Nach der Unabhängigkeit verschwand Jamaat-e-Islami wegen dieser Vorkommnisse zunächst von der politischen Bühne, wurde aber ab Ende der 1970er Jahre wieder aktiv.
Nach der Parlamentswahl 2008, die die Awami-Liga unter Scheich Hasina gewann, wurde von der neuen Regierung ein Kriegsverbrechertribunal installiert, das sich mit der Aufarbeitung der Menschenrechtsverbrechen während des Bangladesch-Krieges 1971 befassen sollte. Führende Politiker der Jamaat-e-Islami wurden angeklagt, zum Teil zum Tode verurteilt und hingerichtet. 
Am 1. August 2013 entzog das Oberste Gericht von Bangladesch Jamaat-e-Islami die Registrierung als politische Partei. Dies hatte zur Folge, dass Jamaat bei der Parlamentswahl 2014 nicht kandidieren konnte. Die Partei wurde als Organisation allerdings nicht verboten. Jamaat-e-Islami organisierte öffentliche Proteste und ging gegen das Urteil in Berufung.
Die Studentenorganisation von Jamaat-e-Islami trägt dem Namen Chatra Sibir. Berüchtigt sind die oft blutigen Auseinandersetzungen dieser Organisation mit den entsprechenden Studentenorganisationen säkularer und linksgerichteter Parteien sowie ihre Ausschreitungen gegen Hindus.

### Indien
Jamaat-e-Islami Hind, der indische Zweig der Partei, betreibt hauptsächlich Bildungs- und Missionsaktivitäten, da eine indische Partei, die nur die Minderheit der Muslime repräsentierte, völlig chancenlos wäre. Das liegt zum einen am geltenden Mehrheitswahlrecht, das Minderheitenparteien benachteiligt und zum anderen auch an der indischen Verfassung, in der der Säkularismus als Grundprinzip festgeschrieben ist und die religiösen Parteien daher Beschränkungen auferlegt.

### Vereinigtes Königreich
Durch die Auswanderung südasiatischer Muslime sind Ableger auch in westlichen Ländern entstanden. Der Ableger der JI in Großbritannien heißt UK Islamic Mission mit der Denkfabrik Islamic Foundation.

## Geschichte
Historischer Hintergrund für die Gründung der Jamaat-e Islami waren die Auseinandersetzungen unter indischen Muslimen über die Teilung Britisch-Indiens in den 1930er Jahren. 1930 hatte der indoislamische Denker Muhammad Iqbal in einer öffentlichen Rede die Forderung nach der Schaffung eines eigenen Staates für die indischen Muslime erhoben. Die von Muhammad Ali Jinnah geführte Muslim-Liga machte sich 1940 seine Forderung zu eigen und brachte sie im indischen Kongress als Resolution ein. Sayyid Abul Ala Maududi, der gegen die Teilung war und für die Schaffung eines islamischen Staates eintrat, der ganz Indien einschließen sollte, gründete am 26. August 1941 die Jamaat-e-Islami als Organisation zur Verwirklichung dieses Ziels.
Nachdem im Frühjahr die britische Regierung die Zwei-Nationen-Theorie übernommen hatte, arbeitete sie einen Teilungsplan aus, der sowohl von der Muslim-Liga als auch vom Indischen Kongress akzeptiert wurde. Im August 1947 erfolgte mit der Entlassung in die Unabhängigkeit die Teilung des Landes in das überwiegend hinduistische Indien und das neu gegründete, überwiegend muslimische Pakistan mit einem ethnisch gemischten West-Teil und einem bengalisch geprägten Ost-Teil. Im Zuge des umfassenden Bevölkerungsaustauschs wanderte Maududi mit vielen seiner Anhänger aus Indien nach Pakistan aus und gründete dort die JI neu. Sie setzte sich als neues Ziel die Errichtung eines islamischen Staates in Pakistan. Die Teile der Bewegung, die in Indien verblieben waren, gründeten eine separate Bewegung mit dem Namen Jamaat-e-Islami Hind, die sich im Wesentlichen auf Bildungs- und Missionsaktivitäten verlegte.
Bei den pakistanischen Parlamentswahlen Ende 1970, den ersten landesweiten demokratischen Wahlen überhaupt, gewann die JI zusammen mit zwei anderen islamischen Parteien insgesamt nur 18 von 300 Sitzen, davon alle in Westpakistan. Als 1971 im bengalischen Ostteil Pakistans eine säkulare Bewegung für die Loslösung vom Westteil eintrat, stellte sich Ghulām Aʿẓam, der Chef des ost-bengalischen Flügels der Organisation, auf die Seite der Zentralregierung und half bei der Organisation paramilitärischer Verbände, der sogenannten Badr-Brigaden. Sie nahmen, nachdem Ost-Pakistan im Dezember 1971 unter dem Namen Bangladesch die Unabhängigkeit erlangt hatte, beim Völkermord an den Bengalen an der gezielten Ermordung bengalischer Intellektueller teil.
In Pakistan verbündete sich die JI bei den Wahlen im Frühjahr 1977 mit anderen Gegnern des Premierministers Bhutto und organisierte nach Bhuttos vermutlich durch Wahlfälschung erzielten Wahlsieg anhaltende Straßenproteste, die den Weg für den Militärputsch von General Zia ul-Haq im Jahre 1979 ebneten. Nach dem Putsch unterstützte sie zunächst dessen Islamisierungspolitik. Um 1985 begann sie sich jedoch von der Regierung abzusetzen, weil diese zusehends unpopulär wurde. Besonders in Karatschi wandten sich zahlreiche Anhänger von der Partei ab, weil sie als von Panjabern dominiert erschien.
1997 boykottierte die Partei die Wahlen. Bei den Wahlen 2002 schloss sie ein Bündnis mit anderen religiösen Parteien, das jeweils ein Viertel der Stimmen und Sitze gewinnen konnte. Sie selbst gewann ihre Mandate in den Großstädten des Punjab, Islamabad und Karatschi. Bei den Parlamentswahlen in Pakistan vom 20. Oktober 2002 errang die Muttahida Majlis-e-Amal, deren Bestandteil die Jamaat-e-Islami ist, 11,3 Prozent der Stimmen und 53 von 272 Parlamentssitzen. Die Jugendorganisation der Jamaat-e-Islami setzte 2006 ein Kopfgeld von 7000 Euro auf die dänischen Karikaturisten aus.

## Terroristische Verbindungen
Ein US-Kongressreport von 1993 stellt fest, dass Hizbul Mujahideen von der Jamaat-e-Islami unterstützt wurde und mit ihr auch eng verbunden ist. Hizbul Mujahideen würde von dieser Waffen geliefert und Ausbildungsunterstützung über die durch den Inter-Services Intelligence bereitgestellte hinaus bekommen. Orientiert an den Staats- und Gesellschaftsmodellen der Islamischen Republik Iran und des Sudan unter Präsident Umar al-Baschir hat sich die Bewegung unter Abdul-Majid Dar in den kaschmirischen Zweig von Jamaat-e-Islami verwandelt, mit einem quasi-legalen Arm, der Fragen der Bildung und soziale Aktivitäten thematisiert und den Hizbul Mujahideen als dem heimlichen terroristischen Arm. Bezüglich des Trainings von islamischen Terroristen in Kaschmir stellt der Bericht fest, „Islamist indoctrination and other assistance is provided the Jamaat-i-Islami of Pakistan.“ (… „die islamistische Indoktrinierung wird durch die Jamaat-i-Islami Pakistan vorgenommen“).
Khurshid Ahmed schrieb auf Jamaat.org: „Ursache des Krieges ist die Einmischung islamischer Kräfte in Kaschmir, wo die Rolle religiöser Parteien, und insbesondere von Jamaat-e-Islami deutlich wird. Die Zusammenarbeit und Kooperation zwischen dem Militär und den islamischen Kräften wird für die Situation verantwortlich gemacht.“